# Schuld
Schuld là một đô thị thuộc huyện Ahrweiler, bang Rheinland-Pfalz, phía tây nước Đức. Đô thị Schuld có diện tích 5,93 km², dân số thời điểm ngày 31 tháng 12 năm 2006 là 755 người.